# Kassila (Sénégal)
Kassila est un village du Sénégal situé en Basse-Casamance. Il fait partie de la communauté rurale de Tenghory, dans l'arrondissement de Tenghory, le département de Bignona et la région de Ziguinchor.
Lors du dernier recensement (2002), la localité comptait 123 habitants et 17 ménages.

## Présentation
Kassila signifie « la vallée », car le village se trouvait dans un endroit creux près d’une vallée qui n’en est plus une.
Quartiers (3) :

- Banioc : dans ce quartier, beaucoup d’hommes avaient la valeur guerrière. On les appelait les « inexterminables ».

- Bodiang : signifie « mouillé », du fait de la traversée de la vallée dans le village.

- Mamayour : c’est le nom d’un baobab, dont le quartier était à proximité

## Histoire
Créé il y a longtemps par une population venue d’un village lointain nommé Kassila, les fondateurs ont voulu gardé ce même nom.

Ce fut un village assez peuplé mais quelques habitants décidèrent de fonder ou cofonder d’autres villages tels Eguilaye, Kaodioul…

Kassila a été gouverné par plusieurs chefs : Djoté, Guilagnisse Coly, Guitungueun, ensuite Badiane et, de nos jours, Marc Coly.

Le village n’a pas connu de grands événements mais il s’est querellé avec le village de Suelle, au sujet des rizières, et avec son voisin Djilondine, concernant les champs.

Les dernières initiations de la tradition diola datent de 1948 et 1968 (le village est de l’ethnie diola à 100 %).

Le 17 juillet 1997, un des fils du village a été ordonné prêtre.

## Géographie
Superficie : 2,85 km²

Longueur : 1,9 km 

Largeur : 1,5 km 

Les villages qui l'entourent sont :

- Nord : Djilondine 

- Sud : Niassarang 

- Ouest : Kaodioul et Diaboudior 

- Est : Diakine